# پاشا بی‌لی
پاشا بی‌لی (به لاتین: Paşabəyli) یک منطقه مسکونی در جمهوری آذربایجان است که در شهرستان آق‌دام واقع شده است.